# Корради, Джузеппе
Джузеппе Корради (итал. Giuseppe Corradi; 7 июля 1932, Модена, Эмилия-Романья — 21 июля 2002, Ланцо-Торинезе, Пьемонт) — итальянский футболист, игравший на позиции защитника. После завершения игровой карьеры — футбольный тренер. Известен выступлениями, за клуб «Ювентус», а также национальную сборную Италии.

## Клубная карьера
Родился 6 июля 1932 года в городе Модена. Воспитанник футбольной школы клуба «Модена». Взрослую футбольную карьеру начал в 1949 году в основной команде того же клуба, в которой провёл два сезона, приняв участие в 43 матчах чемпионата.
Своей игрой привлёк внимание представителей тренерского штаба клуба «Ювентус», к составу которого присоединился летом 1951 года. В первом же сезоне Джузеппе с командой стал чемпионом Италии, а в сезоне 1957/58 годов повторил этот успех. В следующем сезоне 1958/59 годов Корради стал обладателем Кубка Италии, после чего перешёл в клуб «Дженоа», где провёл следующие два сезона, один в Серии А, второй в Серии В.
После этого в 1961—1964 годах выступал за «Мантову» в Серии А.
Завершил профессиональную игровую карьеру в клубах «Ивреа» (Серия С) и «Марсала» (Серия D), за которые выступал в течение 1964—1966 годов.

## Выступления за сборную
16 июля 1952 года дебютировал в официальном матче в составе национальной сборной Италии, в рамках футбольного турнира на Олимпийских играх 1952 года в Хельсинки, итальянцами была разгромлена сборная США (0:8). В течение карьеры в национальной сборной, которая длилась 7 лет, провёл в форме главной команды страны 8 матчей.

## Карьера тренера
После работы играющим тренером в «Марсале», Корради возглавлял клубы «Пиза», «Лечче» и «Специя», однако значительных результатов не достиг.
Последним местом тренерской работы был клуб «Пиза», главным тренером команды которого Джузеппе Корради был до 1978 года.
Умер 21 июля 2002 года на 71 году жизни в городе Ланцо-Торинезе.

## Достижения
- Чемпион Италии (2):

«Ювентус»: 1951/52, 1957/58
- Обладатель Кубка Италии (1):

«Ювентус»: 1958/59